# Pongsakorn Paeyo
Pongsakorn Paeyo (Khon Kaen, 1º dicembre 1996) è un atleta paralimpico thailandese specializzato nella velocità e negli 800 metri piani e appartenente alla categoria T53..

## Biografia
Reso paraplegico dalla poliomielite, ha vestito per la prima volta la maglia della nazionale thailandese nel 2014, quando ha preso parte ai Giochi para-asiatici di Incheon senza però ottenere risultati importanti. Nel 2015 ai campionati mondiali paralimpici di Doha ha conquistato la medaglia d'argento nei 200 metri piani T53 e nella staffetta 4×400 metri T53/54 (dove con la squadra ha fatto registrare il record thailandese di categoria) e quella di bronzo nei 400 metri piani T53; nei 100 metri piani e 800 metri piani T53 si è classificato rispettivamente settimo e sesto.
Nel 2016 ha partecipato ai Giochi paralimpici di Rio de Janeiro dove ha vinto due medaglie d'oro nei 400 e 800 metri piani T53 e due medaglie d'argento nei 100 metri piani T53 e nella staffetta 4×400 metri T53. Ai mondiali paralimpici di Londra 2017 ha conquistato la medaglia d'argento nei 200 e 400 metri piani T53 e la medaglia di bronzo nei 100 e 800 metri piani T53.
Ai Giochi para-asiatici di Giacarta 2018 è riuscito a conquistare quattro medaglie d'oro nei 100, 200, 400 e 800 metri piani T53, mentre nel 2019, ai mondiali paralimpici i Dubai, si è diplomato campione del mondo paralimpico nei 400 metri piani T53 e ha vinto la medaglia d'argento e quella di bronzo rispettivamente negli 800 e nei 100 metri piani T53.
Nel 2021 ha preso parte ai Giochi paralimpici di Tokyo, dove, con la prestazione di 46"61, ha fatto registrare il record del mondo nei 400 metri piani T53 conquistando la medaglia d'oro. Si ripete due anni dopo ai mondiali paralimpici di Parigi, vincendo un altro oro e migliorando il suo record del mondo (stavolta con il tempo di 46"11). Nel 2024, alle Paralimpiadi di Parigi, vince il suo terzo oro paralimpico consecutivo nei 400 metri piani T53 e arriva secondo nei 100 e negli 800 metri piani.

## Palmarès
| Anno | Manifestazione       | Sede           | Evento          | Risultato | Prestazione | Note                                     |
| ---- | -------------------- | -------------- | --------------- | --------- | ----------- | ---------------------------------------- |
| 2014 | Giochi para asiatici | Incheon        | 100 m piani T53 | Batteria  | 16"79       |                                          |
| 2014 | Giochi para asiatici | Incheon        | 400 m piani T53 | Batteria  | 55"91       |                                          |
| 2014 | Giochi para asiatici | Incheon        | 800 m piani T53 | Finale    | dnf         |                                          |
| 2015 | Mondiali paralimpici | Doha           | 100 m piani T53 | 7º        | 16"22       |                                          |
| 2015 | Mondiali paralimpici | Doha           | 200 m piani T53 | Argento   | 26"97       |                                          |
| 2015 | Mondiali paralimpici | Doha           | 400 m piani T53 | Bronzo    | 50"42       |                                          |
| 2015 | Mondiali paralimpici | Doha           | 800 m piani T53 | 6º        | 1'44"35     |                                          |
| 2015 | Mondiali paralimpici | Doha           | 4×400 m T53/54  | Argento   | 3'12"22     | Record nazionale                         |
| 2016 | Giochi paralimpici   | Rio de Janeiro | 100 m piani T53 | Argento   | 14"80       |                                          |
| 2016 | Giochi paralimpici   | Rio de Janeiro | 400 m piani T53 | Oro       | 47"91       |                                          |
| 2016 | Giochi paralimpici   | Rio de Janeiro | 800 m piani T53 | Oro       | 1'40"78     |                                          |
| 2016 | Giochi paralimpici   | Rio de Janeiro | 4×400 m T53/54  | Argento   | 3'07"73     |                                          |
| 2017 | Mondiali paralimpici | Londra         | 100 m piani T53 | Bronzo    | 14"88       |                                          |
| 2017 | Mondiali paralimpici | Londra         | 200 m piani T53 | Argento   | 25"29       | =                                        |
| 2017 | Mondiali paralimpici | Londra         | 400 m piani T53 | Argento   | 47"97       |                                          |
| 2017 | Mondiali paralimpici | Londra         | 800 m piani T53 | Bronzo    | 1'42"07     |                                          |
| 2018 | Giochi para-asiatici | Giacarta       | 100 m piani T53 | Oro       | 14"80       |                                          |
| 2018 | Giochi para-asiatici | Giacarta       | 200 m piani T53 | Oro       | 27"59       |                                          |
| 2018 | Giochi para-asiatici | Giacarta       | 400 m piani T53 | Oro       | 50"29       |                                          |
| 2018 | Giochi para-asiatici | Giacarta       | 800 m piani T53 | Oro       | 1'43"61     |                                          |
| 2019 | Mondiali paralimpici | Dubai          | 100 m piani T53 | Bronzo    | 14"97       |                                          |
| 2019 | Mondiali paralimpici | Dubai          | 400 m piani T53 | Oro       | 48"08       | Miglior prestazione personale stagionale |
| 2019 | Mondiali paralimpici | Dubai          | 800 m piani T53 | Argento   | 1'40"72     |                                          |
| 2021 | Giochi paralimpici   | Tokyo          | 100 m piani T53 | Oro       | 14"20       | Record paralimpico                       |
| 2021 | Giochi paralimpici   | Tokyo          | 400 m piani T53 | Oro       | 46"61       | Record mondiale                          |
| 2021 | Giochi paralimpici   | Tokyo          | 800 m piani T53 | Oro       | 1'36"07     | Record paralimpico                       |
| 2023 | Mondiali paralimpici | Parigi         | 100 m piani T53 | Oro       | 14"51       |                                          |
| 2023 | Mondiali paralimpici | Parigi         | 400 m piani T53 | Oro       | 46"11       | Record mondiale                          |
| 2023 | Mondiali paralimpici | Parigi         | 800 m piani T53 | Argento   | 1'34"39     |                                          |
| 2024 | Giochi paralimpici   | Parigi         | 100 m piani T53 | Argento   | 14"66       |                                          |
| 2024 | Giochi paralimpici   | Parigi         | 400 m piani T53 | Oro       | 46"77       |                                          |
| 2024 | Giochi paralimpici   | Parigi         | 800 m piani T53 | Argento   | 1'38"26     |                                          |